# H△G
H△G（ハグ）は、日本の音楽グループ。2012年に愛知県岡崎市で結成された。

## 概要
「青春期の"葛藤"や"胸の痛み"そしてその"蒼さ"を言葉やサウンド、デザインで表現すること」をコンセプトとしたクリエイター集団である。
ボーカルのChihoを中心に、覆面コンポーザー・チーム、 ミュージシャン・チーム、レコーディング・エンジニア・チーム、 デザイナー・チームによって構成されている。

## 来歴
- 2017年7月26日、徳間ジャパンコミュニケーションズよりメジャー・デビュー[2]。
- 2019年8月、ドリーミュージックへ移籍。
- 2025年7月、ランティスへ移籍[3]。

## メンバー
Chiho（ボーカル）
ジャズ・ピアニストの父とクラシック・ピアニストの母のもとに生まれる。声楽とミュージカルの経験がある。
Yuta（ギター）
幼少期をイギリスで過ごし、ヴァイオリンとピアノを学んでいた。日本へ帰国後、独学でギターを始める。すべての楽曲を作曲している。
三友行人（ベース）
Mili、Sandy Beach Surf Coaster、A Continental Shelfなどにも参加している。
榎本健志（ドラム）
Sandy Beach Surf Coasterなどにも参加している。
Shoko（DJ・コーラス）
メンバーのスケジュール管理やSNSなど用いた広報活動も担当。ライブではミュージックシーケンサー操作の他、コーラスや、ボーカルのChihoとともにMCを担当。
Masataka（ドラム）
2017年3月より第2のドラマーとして加入。ドラムだけではなく、吹奏楽などジャンルを問わず広い分野で演奏や制作の活動をしている。NOVELSにもサポートメンバーとして参加している。
- 以上6人に加え、Wish CREWと呼ばれる、編曲やトラックメイクなどを行なっている覆面コンポーザー集団が存在し、H△Gのメンバーに位置づけられている。

## 作品

### メジャー

#### シングル
| # | 発売日         | タイトル                       | 規格品番                                                                 | 備考                         |
| - | -------------- | ------------------------------ | ------------------------------------------------------------------------ | ---------------------------- |
| 1 | 2017年7月26日  | 夏の在りか                     | TKCA-74521（初回限定盤A） TKCA-74522（初回限定盤B） TKCA-74523（通常盤） | メジャー・デビュー・シングル |
| 2 | 2017年11月22日 | イタズラなKiss と ラブソング。 | TKCA-74611（初回盤）） TKCA-74612（通常盤）                              |                              |

配信シングル
| #  | 発売日         | タイトル                      | レーベル           | 備考 |
| -- | -------------- | ----------------------------- | ------------------ | ---- |
| 1  | 2019年3月27日  | 桜流星群                      | Hag                |      |
| 2  | 2019年4月24日  | 流星ダイアリー                | Hag                |      |
| 3  | 2019年5月15日  | もっともっと遠くへ            | ドリーミュージック |      |
| 4  | 2019年8月28日  | 宵待ち花火                    | ドリーミュージック |      |
| 5  | 2019年9月18日  | 夏のまぼろし (feat.ま に こ)  | ドリーミュージック |      |
| 6  | 2019年10月30日 | 青より蒼し                    | ドリーミュージック |      |
| 7  | 2019年12月12日 | 赤い髪の少女                  | ドリーミュージック |      |
| 8  | 2020年1月15日  | 瞬きもせずに                  | ドリーミュージック |      |
| 9  | 2020年11月18日 | 5センチ先の夢                 | ドリーミュージック |      |
| 10 | 2021年10月29日 | Allee                         | ドリーミュージック |      |
| 11 | 2022年1月26日  | 星月夜                        | ドリーミュージック |      |
| 12 | 2022年6月8日   | Contrail                      | ドリーミュージック |      |
| 13 | 2022年7月20日  | カラフル - Best Album Version | ドリーミュージック |      |
| 14 | 2023年4月26日  | ふたりぼっち                  | hoshi-machi        |      |

配信EP
| # | 発売日        | タイトル    | 備考 |
| - | ------------- | ----------- | ---- |
| 1 | 2022年2月16日 | 雪月夜 - EP |      |

### アルバム

#### Blu-ray Disc Album
| # | 発売日        | タイトル     | 規格品番 | 備考 |
| - | ------------- | ------------ | -------- | --- |
| 1 | 2020年3月25日 | 瞬きもせずに | NEXR-1   | 声劇ライブの映像＋MV5曲、12曲のハイレゾ音源を1枚のBlu-ray Discに収録。声劇ライブは5.1サラウンドにも対応。 |

### 参加作品

#### アプリケーション
- f分の1ゆらぎ

2016年9月12日リリース。オリジナル・アルバム『f分の1ゆらぎ』のiOSアプリケーション版である。ボーナス・トラックとして『星見る頃を過ぎても』のリミックスが収録されている。

## タイアップ
| 起用年 | 楽曲                           | タイアップ |
| ------ | ------------------------------ | --- |
| 2016年 | あの夏、僕らは。               | 演劇集団キャラメルボックス『彼は波の音がする』『彼女は波の音がする』劇中歌、テレビCMソング                               |
| 2017年 | セブンティーン                 | 株式会社FUN PLACE 採用ムービー                                                                                           |
| 2017年 | スーベニールの花束             | 静岡PARCO テレビCMソング                                                                                                 |
| 2017年 | 六月の秘密基地                 | TSUTAYA テレビCMソング                                                                                                   |
| 2017年 | 星見る頃を過ぎても             | BSフジ『Esprit Japon』5月度主題歌                                                                                        |
| 2017年 | 夏の在りか                     | メ～テレ 高校野球テーマ曲 KBS京都テレビ 第99回全国高校野球選手権大会 京都大会 試合中継テーマソング（オープニングテーマ） |
| 2017年 | ナズナ                         | KBS京都テレビ 第99回全国高校野球選手権大会 京都大会 試合中継テーマソング（エンディングテーマ）                           |
| 2017年 | イタズラなKiss と ラブソング。 | 映画『イタズラなKiss THE MOVIE3〜プロポーズ編〜』主題歌                                                                  |
| 2018年 | さよならガール                 | 映画『ラーメン食いてぇ!』挿入歌                                                                                          |
| 2019年 | エガオノカナタ                 | アニメ『エガオノダイカ』オープニングテーマ                                                                               |
| 2019年 | もっともっと遠くへ             | グリコ セブンティーンアイスCMソング                                                                                      |
| 2020年 | 瞬きもせずに                   | テレビ東京 木ドラ25『ゆるキャン△』オープニングテーマ                                                                     |
| 2020年 | 夢の轍                         | テレビ東京系 TVアニメ『ゾイドワイルド ZERO』エンディング主題歌                                                           |
| 2020年 | 5センチ先の夢                  | BSテレ東 テレビドラマ『ハルとアオのお弁当箱』主題歌                                                                      |
| 2021年 | Allee                          | BSテレ東 真夜中ドラマ『ごほうびごはん』エンディングテーマ                                                                |

## 出演

### ラジオ
- LIFESTYLE MUSIC 929（東海ラジオ、火曜日出演）[18]

## コラボレーション
- 小説『月とライカと吸血姫（小学館ガガガ文庫）』
- 小説『銀河鉄道の夜を越えて -月とライカと吸血姫 星町編-（小学館ガガガ文庫）』
- H△G ワンマンライブ「銀河鉄道の夜を越えて」× 声劇『月とライカと吸血姫／星町編』（2019年）